# Lissemys
Lissemys Smith, 1931 è un genere della famiglia dei Trionichidi. Comprende tre specie di tartarughe d'acqua dolce diffuse in Asia:
- Lissemys ceylonensis (Gray, 1856) - tartaruga alata dello Sri Lanka;
- Lissemys punctata (Lacépède, 1788) - tartaruga alata indiana;
- Lissemys scutata (Peters, 1868) - tartaruga alata burmese.

Vivono in Bangladesh, India, Myanmar, Nepal, Pakistan, Sri Lanka e Thailandia. L. punctata è particolarmente diffusa nei fiumi Indo e Gange.
Sono le uniche tre specie delle cosiddette «tartarughe alate» (così chiamate per la presenza di due alette femorali situate sul piastrone che ricoprono le zampe quando vengono retratte nel carapace) originarie del continente asiatico. Le altre specie (classificate nei generi Cyclanorbis e Cycloderma) sono infatti originarie dell'Africa. Con un carapace lungo al massimo 40 cm, le specie del genere Lissemys sono entrambe più piccole delle loro cugine africane.